# Room 401
Room 401 är en TV-serie från 2007 som visats på MTV. Exekutiv producent var Ashton Kutcher och Jason Goldberg. Serien är döpt efter rumsnumret där Harry Houdini dog på Detroit's Grace Hospital 1926.